# Ceduna
Ceduna (2 626 habitants en 2009) est une ville de l'État d'Australie-Méridionale, en Australie. Elle est située sur la côte sud du continent, à l'extrémité nord-ouest de le péninsule d'Eyre, à 786 kilomètres au nord-ouest d'Adélaïde. 
Ceduna se trouve à l'ouest de la jonction des routes Flinders Highway (en) venant de Port Lincoln et Eyre Highway venant de Port Augusta.
C’est près de Ceduna que débute également la fameuse Barrière à dingos (« Dingo Fence »), la plus longue clôture construite au monde, qui avec ses 5 320 kilomètres est destinées à préserver les élevages de moutons du sud-est australien contre ces chiens sauvages que sont les Dingos.

## Population
La population du centre urbain est stable :
- 1996 : 2 599 (recensement)[1]
- 2001 : 2 588[1] ou 2 564 (recensement du 7 août 2001)[2]
- 2006 : 2 304 (recensement du 8 août 2006)[3]
- 2009 : 2 626 (estimation)[1]

## Histoire

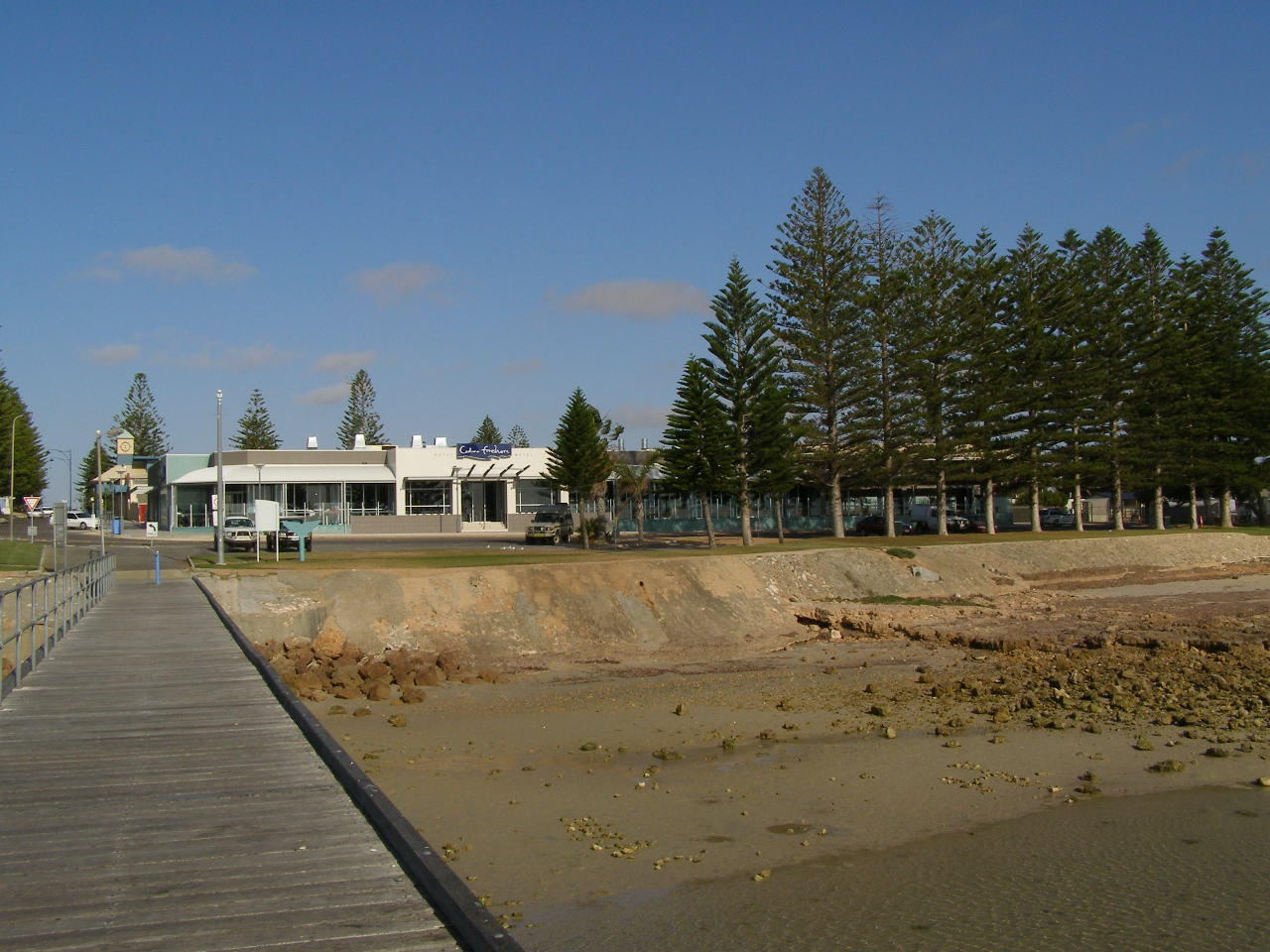
Jetty and foreshore, Ceduna

Ceduna fut fondée officiellement en 1888, après avoir abrité une station baleinière dans les années 1850 sur l'île Saint-Pierre (St. Peter's Island). 
Ceduna possédait une installation de communication satellite, qui employait de nombreux habitants de la ville, jusqu'à ce que cette installation devienne inutile à la suite des évolutions technologiques.
Le 4 décembre 2002, Ceduna attira l'attention internationale lorsque la bande de totalité d'une éclipse solaire passa sur la ville, en fin de journée. 

## Éducation
Les deux écoles de Ceduna sont :
- Crossways Lutheran School
- Ceduna Area School (CAS).

Crossways compte 150 élèves, de l'entrée en scolarité jusqu'à l'âge de 10 ans, dont 80 % sont aborigènes.

CAS compte environ 600 élèves, de l'entrée en scolarité jusqu'à l'âge de 12 ans, dont environ 25 % d'aborigènes. 
Ceduna possède quelques communautés éducatives aborigènes situés à 20-30 minutes de la ville, qui ont volontairement choisies de rester à l'écart.

## Transports
Ceduna se trouve à l'ouest de la jonction de l'Eyre Highway (en) et de la Flinders Highway (en).

## Activités
Depuis 1991 a lieu, chaque année en octobre, la fête de l'huître (« Oysterfeast »), marquée par des jeux, des fêtes de charité, des concerts et un repas de gala.

## Personnalités remarquables
- Jodi Martin (en)[7],[8] (°1976 - ), chanteuse et compositrice australienne est née à Ceduna.

## Climat
Ceduna possède un climat méditerranéen classique, avec des été chauds et secs et des hivers frais et humides.

Juillet est le mois le plus humide.
| Mois                              | jan. | fév. | mars | avril | mai  | juin | jui. | août | sep. | oct. | nov. | déc. | année |
| --------------------------------- | ---- | ---- | ---- | ----- | ---- | ---- | ---- | ---- | ---- | ---- | ---- | ---- | ----- |
| Température minimale moyenne (°C) | 15,2 | 15,1 | 13,4 | 11    | 8,6  | 6,4  | 5,8  | 6,2  | 7,9  | 9,9  | 12,4 | 14,2 | 10,51 |
| Température maximale moyenne (°C) | 28,6 | 28,4 | 26,5 | 24,3  | 20,9 | 18,2 | 17,4 | 18,8 | 21,3 | 24   | 26,2 | 27,2 | 21,4  |
| Précipitations (mm)               | 9,5  | 13,9 | 20,1 | 20,1  | 34,7 | 31,5 | 40,2 | 34,6 | 28,2 | 21,8 | 18,5 | 16,7 | 24,2  |